# Zimski peteroboj na Zimskih olimpijskih igrah 1948
Zimski peteroboj na Zimskih olimpijskih igrah 1948.

## Rezultati (demonstracijska disciplina)
| Tekma            | Zlato        | Srebro       | Bron         |
| Zimski peteroboj | Gustaf Lindh | William Grut | Bertil Haase |